# ورم دبقي عقدي

الورم الدبقي العقدي ورم بدئي نادر في الجهاز العصبي المركزي، بطيء النمو، يظهر في معظم الأحيان في الفص الصدغي عند الأطفال والشباب.

## تصنيفات
تكون الأورام الدبقية العقدية عمومًا وفق تصنيف منظمة الصحة العالمية أورامًا حميدة من الدرجة الأولى؛ عندما تظهر التغيرات الكشمية في المكون الدبقي (الخلايا الدبقية) تصنف الأورام في الدرجة الثالثة (ورم دبقي عقدي كشمي). اقتُرحت معايير لتحديد الدرجة الثانية، ولكنها غير مثبتة بعد. شوهد الحؤول الخبيث في الأورام الدبقية العقدية في النخاع الشوكي في حالات قليلة فقط. تشمل العوامل المسيئة للإنذار عند البالغين المصابين بالأورام الدبقية العقدية العمر المتقدم عند التشخيص والذكورة وعلامات الخباثة النسيجية.

## التشريح المرضي
من الناحية النسيجية، يتكون الورم العقدي من خلايا ورمية دبقية وعقدية غير منتظمة، متنوعة الخلوية، وغير مرتشحة. في بعض الأحيان، يصعب التمييز بين أورام الخلية العقدية والأورام الدبقية المرتشِحة مع عصبونات محتجزة. يرجح وجود خلايا عقدية ورمية في تجمعات عنقودية غير طبيعية, ووجود عصبونات ثنائية النوى شاذة شكليًا أن الورم دبقي عقدي وليس ورمًا دبقيًا. يتضمن المكون الدبقي من الورم الدبقي العقدي الخلايا النجمية اللييفية بدرجات متفاوتة من اللانمطية الخلوية. غالبًا ما تتجمع العصبونات التنشؤية في الورم في عناقيد أو بتوجه غير منتظم. يقتصر المطرق الليفي الوعائي على المكون العصبي، ومن الشائع مشاهدة ارتشاحات لمفاوية حول الأوعية، و بؤر صغيرة من التكلس، وتشيع أيضًا إيجابية سينابتوفيزين، وإينولاز العصبونات النوعي، وكروموغرانين إيه. يشير ارتفاع الواسمين كي-67 وبّي 53 إلى عدوانية الورم الدبقي العقدي عند الأطفال والبالغين. الحؤول الخبيث نادر ويقتصر على الخلايا الدبقية، ويتسم بزيادة الخلوية والنشاط الانقسامي، والتكاثر البطاني، والتنخر.

## التشخيص
لا يعد التصوير المقطعي المحوسب الوسيلة المستحسنة لتشخيص وتقييم أورام النخاع الشوكي. يظهر التقييم بالرنين المغناطيسي، وهو الوسيلة الاستقصائية الأكثر شيوعًا، كتلة محددة صلبة أو صلبة كيسية مختلطة تمتد على جزء طويل من النخاع الشوكي مع إشارة تي1 ناقصة الكثافة وإشارة تي2 عالية الكثافة في المكون الصلب. أنماط التعزيز متنوعة للغاية، تتراوح بين البسيط واللافت، وقد تكون صلبة، أو ذات حافة، أو عقدية. قد تُوجد وذمة قريبة في النخاع الشوكي أو يُشاهد تكهف النخاع أو الكيسات حول الورم بالإضافة إلى الجنف الثانوي.
من المستحيل تقريبًا التمييز بين الورم الدبقي العقدي والتنشؤات الأخرى الأكثر شيوعًا في النخاع الشوكي بالاعتماد على التصوير وحده. الورم النجمي والورم البطاني العصبي من أورام النخاع الشوكي وهي أكثر شيوعًا من الورم الدبقي العقدي وتشبهه في عدة سمات، منها الإشارة تي 2 زائدة الكثافة، والتعزيز, والكيسات الورمية, ووذمة النخاع الشوكي. تشير الحواف غير المحددة جيدًا إلى الورم النجمي، بينما يقترح موقع الورم المركزي والنزف وترسب الهيموسيدرين الورم البطاني العصبي. من أورام النخاع الشوكي أيضًا ورم الأرومة الوعائية وورم المستقتمات وهما أقل مشاهدة مقارنةً بالورمين السابقين، لكن نظرًا إلى أنهما أشيع من الورم الدبقي العقدي يجب إدراجهما في التشخيص التفريقي.

## المعالجة
يتطلب العلاج النهائي للورم الدبقي العقدي الاستئصال الجراحي التام، ويصبح الإنذار جيدًا حين يتحقق ذلك. يمكن أن تمنع الحدود الورمية غير الواضحة والرغبة في المحافظة على أنسجة النخاع الشوكي، والوظائف الحركية والحسية، الاستئصال التام للورم. وفقًا لسلسلة قدمها لانغ وآخرون, راجعت الكثير من المرضى الذين خضعوا لاستئصال الورم الدبقي العقدي من النخاع الشوكي, بلغت معدلات البقاء على قيد الحياة بعد خمس سنوات وبعد عشر سنوات تلت الاستئصال التام 89% و83% على التوالي. وجدت تلك الدراسة خطرًا نسبيًا أعلى بمقدار 3.5 ضعفًا عند مرضى الورم الدبقي العقدي في النخاع الشوكي مقارنةً بمرضى الورم الدبقي العقدي فوق الخيمة. وُجد ارتباط وثيق بين النتائج بعد العمل الجراحي والحالة العصبية قبل الجراحة والقدرة على إجراء استئصال تام.
باستثناء الورم الدبقي العقدي الكشمي من الدرجة الثالثة وفق تصنيف منظمة الصحة العالمية، لا دور للعلاج الإشعاعي في تدبير الورم الدبقي العقدي. يمكن أن يسبب العلاج الإشعاعي التحول الخبيث في الورم الدبقي العقدي الناكس بعد عدة سنوات. ويُحتَفظ بالعلاج الكيميائي المساعد لحالات الورم العقدي الكشمي. يُذكر استخدامه في الأورام الدبقية العقدية في النخاع الشوكي منخفضة الدرجة والمستأصلة جزئيًا التي تظهر دلائل على تطور المرض.

## اقرأ أيضًا
- ورم دبقي